# Ade Mafe
Adeoye Olubunm Mafe, detto Ade (Isleworth, 12 novembre 1966), è un ex velocista britannico.

## Palmarès
| Anno | Manifestazione  | Sede        | Evento | Risultato | Prestazione | Note |
| ---- | --------------- | ----------- | ------ | --------- | ----------- | ---- |
| 1984 | Giochi olimpici | Los Angeles | 200 m  | 8ª        | 20"85       |      |
| 1989 | Mondiali indoor | Budapest    | 200 m  | Argento   | 20"87       |      |
| 1991 | Mondiali indoor | Siviglia    | 200 m  | Bronzo    | 20"92       |      |
| 1993 | Mondiali        | Stoccarda   | 400 m  | 6ª        | 43"03       |      |